# Mons Hansteen
Pour les articles homonymes, voir Mons et Hansteen.

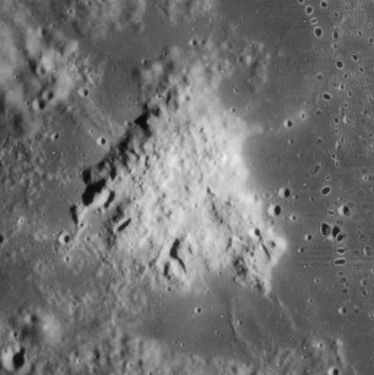
Mons Hansteen.

Le mons Hansteen est un massif montagneux sur la Lune, situé sur la marge sud-ouest de l'Océan des Tempêtes aux coordonnées −11,5, −52.

## Toponymie
Il a été nommé en hommage à l'astronome Christopher Hansteen.

## Topographie
De forme triangulaire, le mons Hansteen s'étend sur une trentaine de kilomètres, environ 50 km au sud-est du cratère Hansteen (en) et 50 km au nord du cratère Billy.

## Géologie
Le mons Hansteen est un volcan, et l'un des rares exemples d'un volcanisme différent de celui des mers. Il est dû à une extrusion de matériau volcanique plus récente que le cratère (d'impact) Hansteen, la plupart des cendres volcaniques de sa surface ayant été déposées il y a 3,5 à 3,74 milliards d'années.
Comparés aux terrains de mer environnants, les matériaux du mons Hansteen sont considérablement enrichis en silice et fortement appauvris en oxydes de fer et de titane. Ils sont également beaucoup moins denses, avec une masse volumique de seulement 1 500 à 2 000 kg/m3.